# Frederick Hird
Frederick Sylvester Hird (New Diggings, Wisconsin, 6 de desembre de 1879 - Des Moines, Iowa, 27 de setembre de 1952) va ser un esportista estatunidenc va competir a començaments del segle xx.
De jove va jugar a bàsquet semiprofessionalment i fou professional de la boxa. El 1900 ingressà a l'Iowa National Guard. El 1943 es jubilà com a tinent coronel. Lluità contra Pancho Villa a la frontera mexicana el 1914 i a la Primera Guerra Mundial.
Disputà dues edicions dels Jocs Olímpics. El 1912, a Estocolm, disputà set proves del programa de tir. Guanyà tres medalles: una d'or en carrabina, 50 metres, i dues de bronze, en carrabina, 50 metres per equips i carrabina, 25 metres per equips. En carrabina, 25 metres fou vuitè, mentre en les altres proves que disputà quedà en posicions molt endarrerides.
El 1920, una vegada finalitzada la Primera Guerra Mundial va disputar els Jocs d'Anvers. En aquesta ocasió sols disputà una prova del programa de tir, sense obtenir cap resultat destacable.